# Parti communiste du Canada - Manitoba
Pour les articles homonymes, voir Parti communiste du Canada (homonymie).
Le Parti communiste du Canada - Manitoba est la section provinciale du Parti communiste du Canada pour la province du Manitoba. Fondée en 1921, cette organisation a été considérée illégale pendant plusieurs années et ses réunions se déroulaient dans le plus grand secret. Jusqu’en 1924, il a fonctionné sous le nom de « Parti des travailleurs » comme étant son visage public et légal. Pendant un certain temps dans les années 1920, le parti est associé au Parti travailliste canadien. Après 1920, il attire d’anciens membres de groupes radicaux et syndicalistes tels que les Travailleurs industriels du monde (IWW). Parmi les nouveaux membres plusieurs étaient d’origine juive, finlandaise ou ukrainienne et soutenaient la Révolution russe.
En dépit du fait qu’il soit devenu un petit parti depuis les années 1960, il réussit à présenter au moins un candidat à toutes les élections au Manitoba depuis la Seconde Guerre mondiale, sauf en 1995.

## Historique
Le Parti des travailleurs présente trois candidats à Winnipeg, pour les élections provinciales de 1922 au Manitoba, soit : Mathew Popovitch, Arthur Henderson et William Hammond. Ces candidats perturbent fréquemment les rassemblements en faveur de George Armstrong, un député du Parti socialiste. Aucun d’entre eux ne sera élu.
Aux élections de 1927, Jacob Penner se présente comme candidat communiste à Winnipeg, qui à l’époque faisait élire dix députés par scrutin préférentiel. Les 2015 votes de première préférence de Penner sont suffisants pour terminer au huitième rang, mais il reçoit peu de votes des transferts et n’est finalement pas élu.
Aux élections de 1932, Penner et Leslie Morris se présentent à Winnipeg en tant que candidats du « Front uni des travailleurs ». (Le PCC-M est, à toutes fins pratiques, illégal à nouveau en 1931). Morris termine huitième parmi les premières préférences, mais ne peut être élu sur les transferts; tandis que Penner est plus loin derrière. Des candidats communistes se présentent également dans Gimli et Fisher. Dans cette dernière circonscription, W.N. Kolisnyk se classe deuxième contre le candidat progressiste Nicholas Bachynski. En 1934, le Parti tente d’organiser des grèves, notamment dans les mines de cuivre à Flin Flon.
Le Parti communiste (redevenu légal) ne présente qu’un seul candidat aux élections provinciales de 1936 : James Litterick à Winnipeg. Alors que le soutien au Parti est en pleine croissance, Litterick se place deuxième sur les votes de première préférence et reçoit suffisamment de transferts de la première place du candidat Lewis Stubbs pour obtenir une victoire facile. Il se voit expulsé de l’assemblée législative en 1940, après que le Parti communiste redevienne une fois de plus illégal. Il devra se cacher par la suite.
Aux élections de 1941, William Kardash (candidat du Parti des travailleurs) est élu à Winnipeg après s’être classé quatrième dans les premières préférences. Kardash est réélu lors des élections de 1945, 1949 et 1953 en tant que membre du « Parti ouvrier progressiste » (nom dont les communistes s’étaient rebaptisés).
Kardash dirige le POP provincial depuis sa fondation en 1943 jusqu’en décembre 1948, date à laquelle il est remplacé par William Cecil Ross. Ross en restera le secrétaire général jusqu’à sa retraite en 1981 et se présentera à plusieurs reprises aux élections provinciales et fédérales.
La base de soutien du Parti décline pendant la Guerre froide, et Kardash est le seul candidat officiel du Parti à se présenter aux élections de 1953 et 1958. Il est défait à cette dernière occasion, à la suite de l’adoption au Manitoba d’un système de circonscriptions uninominaux pour Winnipeg.
En 1959, le POP national est rebaptisé Parti communiste, et le parti provincial en fait de même. Il fonctionne dès lors sous le nom de « Parti communiste du Canada - Manitoba ».
Le PCC-M n’a élu aucun député depuis Kardash et devient une force politique marginale à partir des années 1960.
Joseph Zuken (1912–1986) a été conseiller municipal communiste et conseiller scolaire à Winnipeg. Son biographe dit de lui qu’il « était aimé et détesté dans une mesure à peu près égale. Personne ne l’a ignoré. » Il était le fils d'immigrants juifs originaires de l'Ukraine. Il se présente comme candidat à la mairie en 1979.
Paula Fletcher devient la cheffe du Parti à la suite du départ à la retraite de Ross en 1981, et c’est elle qui dirigera le parti pendant les élections de 1981 et 1986. Le Parti n’y présentera que deux candidats (Fletcher et Ross) et trois, respectivement à ces occasions.
Fletcher quitte le Manitoba pour l'Ontario en 1986, puis, quitte ensuite définitivement le Parti communiste. Le PCC-M sera alors dirigé par Lorne Robson lors des élections provinciales de 1988, au cours desquelles il présente six candidats.
Robson déménage également en Ontario à la fin des années 1980. Frank Goldspink devient ensuite l’organisateur provincial du Parti et peut-être également son chef politique. Goldspink est le seul candidat du Parti aux élections de 1990, se présentant comme indépendant puisque le parti avait désormais été radié.
Goldspink quitte le Parti communiste en 1991 et le PCC-M ne semble pas avoir eu de chef régulier au cours des cinq années suivantes (bien que son organisation provinciale ait continué à se réunir à l’occasion). Le Parti ne présente aucun candidat aux élections provinciales de 1995.
Darrell Rankin déménage de l'Ontario au Manitoba en 1995 et devient l’organisateur provincial du Parti communiste du PCC-M avant la fin de l’année. Rankin est choisi comme chef officiel du Parti en 1996, et réélu à chaque congrès du Parti depuis lors. C’est Rankin qui dirige le PCC-M pendant les élections de 1999 et 2003, au cours desquelles il présente respectivement six et cinq candidats. Le PCC-M est finalement réinscrit auprès d’Élections Manitoba en 1998, sur la présentation d’une pétition comprenant 3 500 signatures.
Rankin est confronté à un défi de leadership de la part de Paul Sidon en janvier 2004, recevant 79 % du soutien des délégués contre 21 % pour Sidon.
Frank Komarniski est le secrétaire général actuel du PCC-M depuis 2019.

## Résultats des élections
| Élection | Nombre de candidats nommés | Nombre de sièges gagnés | Nombre de votes au total | % du vote populaire |
| -------- | -------------------------- | ----------------------- | ------------------------ | ------------------- |
| 1932 1   | 4                          | 0                       | s / o                    | s / o               |
| 1936     | 26                         | 1                       | s / o                    | 2,3%                |
| 1941 2   | s / o                      | s / o                   | s / o                    | s / o               |
| 1945 3   | 13                         | 1                       | 10 566                   | 4,8%                |
| 1949 3   | s / o                      | 1                       | s / o                    | s / o               |
| 1953 3   | 1                          | 1                       | 3 812                    | 1,4%                |
| 1958 3   | 1                          | 0                       | s / o                    | s / o               |
| 1959     | 3                          | 0                       | 1,731                    | 0,6%                |
| 1962     | 2                          | 0                       | 816                      | 0,3%                |
| 1966     | 2                          | 0                       | 638                      | 0,2%                |
| 1969     | 2                          | 0                       | 744                      | 0,2%                |
| 1973     | 3                          | 0                       | 252                      | 0,1%                |
| 1977     | 4                          | 0                       | 299                      | 0,1%                |
| 1981     | 2                          | 0                       | 261                      | 0,1%                |
| 1986     | 5                          | 0                       | 356                      | 0,1%                |
| 1988     | 5                          | 0                       | 261                      | 0,1%                |
| 1990 4   | 1                          | 0                       | 25                       | 0,0%                |
| 1995     | s / o                      | s / o                   | s / o                    | s / o               |
| 1999     | 6                          | 0                       | 449                      | 0,1%                |
| 2003     | 5                          | 0                       | 334                      | 0,1%                |
| 2007     | 6                          | 0                       | 367                      | 0,1%                |
| 2011     | 4                          | 0                       | 179                      | 0,0%                |
| 2016     | 6                          | 0                       | 305                      | 0,1%                |
| 2019     | 5                          | 0                       | 189                      | 0,0%                |

Remarques :
1 : Le Parti fut interdit en vertu de l'article 98 et présenta ses candidats sous la bannière du « Front uni ».
2 : En 1941, le parti fut interdit en vertu des Règlements concernant la défense du Canada.
3 : Entre 1945 et 1958, le Parti présenta des candidats sous le nom de Parti ouvrier progressiste.
4 : Le seul et unique candidat du PCC-M à se présenter en tant qu’indépendant.

## Chefs du Parti
1. Bill Kardash, 1943 - 1948
2. William Ross, 1948 - 1981
3. Paula Fletcher, 1981 - 1986
4. Lorne Robson, (élection de 1988)
5. Frank Goldspink, (élection de 1990) (*)
6. Darrell Rankin, 1996 - 2019
7. Frank Komarniski, 2019 - 2022
8. Andrew Taylor, 2022 - Ce jour

(*) Organisateur provincial, peut ne pas avoir été officiellement chef de parti.

## Voir également
- Candidats du Parti communiste du Canada - Manitoba, élections provinciales manitobaines de 2003